# 2023年加蓬政變
2023年加蓬政變，是指加蓬軍隊於2023年8月30日以拒絕承認總統選舉結果為由發動軍事政變推翻政府。這次政變是中非和西非自2020年來第8次民選政府被推翻，在此次政變發生前的最近一次政變是2023年7月在尼日爾發生。

## 背景
按人均国内生产总值計算，加蓬是非洲最富有的國家之一，這主要歸因石油收益和僅有230萬人口。1970年代，加蓬在海上發現有大量石油蘊藏，因此建立起強大的中產階級，素有「中非小公國」之稱。石油佔加蓬財政收入的60%。然而，根據世界銀行數據，加蓬三分之一人口仍生活在每天生活費5.5美元的貧困線以下。
1960年，加蓬脫離法国獨立。邦戈家族在加蓬掌權長達56年，其中阿里·邦戈·翁丁巴在位14年。1967年掌權的哈吉·奥马尔·邦戈有「盜賊統治者」之稱，是世界上最富有的人之一，而財富來自加蓬的石油。哈吉·奥马尔·邦戈在掌權近42年後，於2009年去世，由兒子阿里·邦戈·翁丁巴繼任總統。2018年10月，阿里·邦戈·翁丁巴傳出中風，之後十個月消失在公眾面前。該事件引發認為他不適合再執政的說法，並引起一場小規模的未遂政變。阿里·邦戈·翁丁巴尋求在2023年8月26日舉行的選舉贏得第三個任期。
2023年8月26日，有「盜賊統治者」之稱的加蓬总统阿里·邦戈·翁丁巴角逐連任。投票開始後不久，奧薩在社交媒體上開直播，呼籲邦戈下台，並表示自己可以「擔保」他的安全。不到兩個小時，加彭的網路被切斷，加蓬通訊部長羅德里格·姆本巴·比薩沃（Rodrigue Mboumba Bissawou）在國營電視台上宣布切斷網路，並自8月27日晚間起，每晚七時至隔天凌晨六時實施宵禁。比薩沃表示，這些行動是為了「打擊鼓吹暴力的聲音和假消息的蔓延」。此外，任何集會和示威均須提前三天通報。國營電視台也宣布，部分投票所的開放時間比原訂計畫晚，因為投票所需的物品延遲送達，令開放時間跟著延後。加蓬廣播當局亦下令，法国的法蘭西24、法国国际广播电台和法國電視國際五台暫時停播。加蓬廣播當局指控這些媒體對於加蓬該次選舉的報道「缺乏客觀及平衡」。《路透社》報道，該次大選欠缺國際觀察員，部分外國媒體被禁制，當局又切斷互聯網服務和實施宵禁，令外界質疑選舉過程透明度。
此次政变与2021年馬里政變、2022年9月布基纳法索政变和2023年尼日爾政變并无太大联系——此次政变的原因是选举舞弊和总统执政时间过长，而后面三起政变至少部分原因是伊斯兰极端分子叛乱。相比之下，2021年几内亚政变的情况更类似于此次政变——尽管政变直接原因不同，但遭政变总统都面临选举舞弊的争议。非洲的这些政变很可能都在某种程度上鼓励了加蓬军队的效仿。

## 政變
2023年8月30日凌晨，加蓬全國選舉委員會宣布總統大選結果，總統阿里·邦戈·翁丁巴在8月26日的大選中得票64.27%，擊敗得票30.77%的主要對手翁多·奧薩，贏得第三個任期。奧薩指控邦戈陣營舞弊，邦戈否認。消息公布後不久，十多名加蓬官兵在加蓬24电视台露面稱代表過渡和重建委員會發言表示，他們獲得所有安全和防衛部隊支持，宣布已經奪權，「我們以加蓬人民的名義，決定透過終結現政權來守衛和平」。他們表示，已取消2023年大選結果，所有政府機關、國會、憲法法院和選舉機構均已解散，另外又封鎖邊境，直至另行通知。軍隊領袖布里斯·奧利吉宣佈接管政權，全國維持每晚六時至翌日早上六時的宵禁。邦戈被軟禁，其子被捕。加蓬首都利伯維爾傳出多下槍聲，數百人在利伯維爾上街慶祝。國營電視台反覆播放奧利吉被數百名士兵抬高的片段，士兵喊着「奧利吉總統」。
同日，被推翻的邦戈以英语（而非加蓬官方語言法語）拍片表示，自己目前在住所中，其妻儿在别处，“目前什么也没发生，我不知道发生了什么”，並呼籲國際社會為他發聲。根据加蓬机构过渡和恢复委员会在电视台发布的消息，邦戈已被软禁，其子和多名亲信被捕。

## 國際反應
- 联合国：秘书长安东尼奥·古特雷斯通过发言人谴责了此次政变，呼吁相关行为体“保持克制”、呼吁国家军队和安全部队保障总统及其家人的人身安全，并称联合国“与加蓬人民站在一起”，他後來派遣他的中部非洲问题特别代表阿卜杜·阿巴里於9月7日與奧利吉會面，阿巴里告訴他，聯合國將協助加蓬重新開始。[12][13]
- 非洲聯盟：委员会主席（英语：Chairperson of the African Union Commission）穆萨·法基谴责了此次政变，呼吁加蓬的安全部队“严格遵守其共和使命”，保证邦戈、其家人和他的政府成员的安全[14]。西非經濟共同體也譴責政變，地區大國尼日利亞在該地區發生類似事件後對“傳染性專制”表示震驚。中部非洲國家經濟共同體譴責政變，要求軍方盡快恢復憲政秩序。
- 欧盟：外交政策負責人何塞普·博雷利表示，加蓬政變令非洲進一步不穩定，稱其為“歐洲的大問題”，歐盟國家的防長將會開會討論加蓬局勢。他後來譴責政變，但承認之前的選舉存在違規行為，是一場“制度性政變”，稱選票被盜。
- 中华人民共和国：外交部发言人汪文斌8月30日在例行记者会上表示：“中方密切关注加蓬形势发展，呼吁加蓬相关方从国家和人民根本利益出发，通过对话和平解决分歧，尽快恢复正常秩序，确保邦戈总统人身安全，维护国家和平稳定和发展大局。”[15]中国驻加蓬大使馆则呼吁当地华侨居家不要外出；遇有紧急情况，应及时同使馆联系[11]。
- 法國：總理伊莉莎白·博爾納譴責政變並表示，法國正在以最大的關注關注加蓬事件。
- 俄羅斯：總統新聞秘書德米特裡·佩斯科夫表示，俄羅斯當局正在密切關注加彭局勢，這是一個令人深感關切及擔憂的問題。
- 土耳其：外交部發表聲明說，他们希望該國恢復和平與穩定。
- 英国：譴責政變，稱其“違憲”，但也承認選舉期間的缺陷。
- 美国：雖然沒有正式將加蓬事件稱為“政變”，但呼籲“那些對接管國家負責的人”“維護文官統治”。美國駐加彭大使館建議其公民避開利伯維爾市中心和總統府附近的地區。
- 加拿大：呼籲“迅速，和平”地恢復民主和文官領導的統治。
- 西班牙：國防部長瑪格麗特·羅夫萊斯表示，該國將評估其參與非洲維和任務的情況。
- 大韓民國：外交部针对加蓬發布特别旅游预警，并建议滞留在该国的韩侨尽快撤离[16]。

政變也被認為引起了非洲其他國家的內部反應。在鄰國喀麥隆，已擔任48年總統的保羅·比亞改組了該國的軍事領導層，而任职23年盧安達總統的保羅·卡加梅“接受了十幾名將軍和其他80多名高級軍官的辭職”。

## 外部連結
- How Life is After COUP in Gabon - New Updates （页面存档备份，存于）
- Gabon Coup leader to be sworn in as 'transitional' head of state • FRANCE 24 English （页面存档备份，存于）